# Charlie Oliver (lekkoatleta)
Charles „Charlie” Oliver (ur. 9 lipca 1955) – salomoński lekkoatleta, olimpijczyk.

## Kariera
Wystąpił jako jeden z trzech reprezentantów swego kraju na Letnich Igrzyskach Olimpijskich 1984. Wystartował wyłącznie w biegu na 800 m. Z wynikiem 1:53,22 zajął 6. miejsce w swoim wyścigu eliminacyjnym. Był to 51. rezultat eliminacji wśród zawodników sklasyfikowanych (łącznie na starcie pojawiło się 69 biegaczy). Był również zgłoszony do udziału w biegu na 1500 m, jednak nie pojawił się na starcie zmagań.
Uczestnik pierwszych mistrzostw świata w lekkoatletyce (1983). Wystąpił w eliminacjach biegu na 1500 m, jednak osiągnął najsłabszy rezultat pośród 51 startujących biegaczy (4:18,24). Był również zgłoszony do biegu na 800 m – ostatecznie nie wystartował. Wystąpił także na Igrzyskach Wspólnoty Narodów 1982. Odpadł w eliminacjach biegu na 1500 m (4:07,59), natomiast na dystansie 800 m dotarł do fazy półfinałowej (1:56,50).
Startował na igrzyskach Południowego Pacyfiku. Podczas zawodów w 1979 roku zdobył brązowy medal w biegu na 800 m (1:56,00), a także zajął 5. miejsce na dystansie 1500 m (4:08,01). Na Igrzyskach Południowego Pacyfiku 1983 wywalczył srebrny medal na 800 m (1:59,37) i zajął 5. miejsce w biegu na 1500 m (4:07,86).
Oliver stał także na podium miniigrzysk Południowego Pacyfiku. Podczas pierwszej edycji tej imprezy w 1981 roku zdobył złoto w biegu na 800 m (1:56,01), srebro na dystansie 1500 m (4:07,71) i srebro w sztafecie 4 × 400 m (3:23,30). Podczas zawodów w 1985 roku wywalczył wyłącznie srebro w biegu na 800 m (1:57,44), poza tym zajął 5. miejsce w wyścigu na 1500 m i 4. pozycję w sztafecie 4 × 400 m.
Rekord życiowy w biegu na 800 m – 1:52,64 (1982). Rezultat ten był w 2017 roku rekordem Wysp Salomona.